# Centaurea haynaldii
Centaurea haynaldii là một loài thực vật có hoa trong họ Cúc. Loài này được Borbás ex Vuk. mô tả khoa học đầu tiên năm 1881.